# So Many Roads (1965–1995)
So Many Roads (1965–1995) ist ein aus fünf CDs bestehendes Boxset der Band Grateful Dead.

## Geschichte
So Many Roads (1965–1995) ist offiziell eine Sammlung von Livestücken, enthält aber auch einige Studioaufnahmen, die zuvor noch nicht veröffentlicht wurden.
Wie die Dick’s Picks-Serie gehört So Many Roads (1965–1995) zur sogenannten Vaults-Serie, bei der früheres Archivmaterial erneut oder zum ersten Mal herausgebracht wird. Dabei wurden Aufnahmen verwendet, die zwischen dem 3. November 1965 und Juli 1995 entstanden sind und aufgezeichnet wurden. Der Name So Many Roads stammt von dem gleichnamigen Song von Jerry Garcia und Robert Hunter.
Mit dem Album sollen besonders Fans angesprochen werden, die zur zweiten Generation gehören, die also Fans von den 1970ern und 1980ern der Band sind. Dafür wurden rare Lieder ausgewählt, die unter anderem 1965 bei Aufnahmen für das Label Autumn Records entstanden sind, aber nie veröffentlicht wurden, oder Outtakes von Studioalben wie Workingman’s Dead oder aber auch American Beauty.
Die aufgenommenen Lieder sind chronologisch angeordnet, wobei jede CD Lieder aus einem bestimmten Zeitraum erfasst. Die erste CD enthält Lieder von 1965 bis 1970, die zweite von 1969 bis 1974, die dritte von 1974 bis 1984, die vierte von 1985 bis 1990 und die fünfte CD von 1991 bis 1995, sodass Lieder aus 30 Jahren Bandgeschichte verwendet wurden.

## Titelliste

### CD 1 (1965–1970)
1. Can’t Come Down (Jerry Garcia, Bill Kreutzmann, Phil Lesh, Ron McKernan, Bob Weir) – 2:57
2. Caution (Do Not Stop on Tracks) (Garcia, Kreutzmann, Lesh, McKernan, Weir) – 3:12
3. You Don’t Have to Ask (Garcia, Kreutzmann, Lesh, McKernan, Weir) – 3:55
4. On the Road Again (Traditional) – 2:42
5. Cream Puff War (Garcia) – 5:37
6. I Know You Rider (Traditional) – 4:20
7. The Same Thing (Willie Dixon) – 11:38
8. Dark Star > China Cat Sunflower > The Eleven (Grateful Dead, Robert Hunter) – 25:25
9. Clementine (Hunter, Lesh) – 7:49
10. Mason’s Children (Garcia, Hunter, Lesh, Weir) – 3:34
11. To Lay Me Down (Garcia, Hunter) – 5:39

### CD 2 (1969–1974)
1. That’s It for the Other One (Grateful Dead) – 20:53
2. Beautiful Jam (Grateful Dead) – 4:41
3. Chinatown Shuffle (McKernan) – 2:54
4. Sing Me Back Home (Merle Haggard) – 10:26
5. Watkins Glen Soundcheck Jam (Grateful Dead) – 18:31
6. Dark Star Jam > Spanish Jam > U.S. Blues (Grateful Dead, Hunter) – 18:59

### CD 3 (1974–1984)
1. Eyes of the World (Garcia, Hunter) – 18:30
2. The Wheel (Garcia, Hunter, Kreutzmann) – 11:14
3. Stella Blue (Garcia, Hunter) – 11:37
4. Estimated Prophet (John Perry Barlow, Weir) – 10:52
5. The Music Never Stopped (Barlow, Weir) – 7:24
6. Shakedown Street (Garcia, Hunter) – 17:25

### CD 4 (1985–1990)
1. Cassidy (Barlow, Weir) – 5:47
2. Hey Pocky Way (Ziggy Modeliste, Art Neville, Leo Nocentelli, George Porter, Jr.) – 6:02
3. Believe It or Not (Garcia, Hunter) – 5:04
4. Playing in the Band (Hart, Hunter, Weir) – 12:24
5. Gentlemen, Start Your Engines (Barlow, Mydland) – 4:09
6. Death Don’t Have No Mercy (Gary Davis) – 6:41
7. Scarlet Begonias > Fire on the Mountain (Garcia, Hunter) – 19:34
8. Bird Song (Garcia, Hunter) – 13:09
9. Jam Out of Terrapin (Grateful Dead) – 5:08

### CD 5 (1991–1995)
1. Terrapin Station (Garcia, Hunter) – 12:34
2. Jam Out of Foolish Heart (Grateful Dead) – 5:24
3. Way to Go Home (Bob Bralove, Hunter, Vince Welnick) – 6:27
4. Liberty (Garcia, Hunter) – 5:59
5. Lazy River Road (Garcia, Hunter) – 6:57
6. Eternity (Dixon, Wasserman, Weir) – 7:35
7. Jam into Days Between (Grateful Dead) – 7:04
8. Days Between (Garcia, Hunter) – 10:59
9. Whiskey in the Jar (Traditional) – 5:14
10. So Many Roads (Garcia, Hunter) – 9:57

## So Many Roads (1965–1995) Sampler
Neben dem Boxset entschloss sich die Band über das eigene Plattenlabel Grateful Dead Records einen zugehörigen Sampler namens So Many Roads (1965–1995) Sampler auf den Markt zu bringen, der eine Auswahl von Liedern enthält. Dabei wurde auch der Song „Passenger“ verwendet, der nicht mehr für das Boxset, aber dafür für Dick’s Picks Volume 29 verwendet wurde.

### Titelliste
1. Can’t Come Down (Grateful Dead)
2. You Don’t Have To Ask (Grateful Dead)
3. Mason’s Children (Hunter, Garcia, Lesh, Weir)
4. Passenger (Peter Monk, Lesh)
5. Estimated Prophet (Barlow, Weir)
6. The Music Never Stopped (Barlow, Weir)
7. Shakedown Street (Hunter, Garcia)
8. Jam Out Of Terrapin (Grateful Dead)
9. Liberty (Hunter, Garcia)
10. Eternity (Dixon, Rob Wasserman, Weir)

## Rezeption

### Kritiken
Im Allgemeinen wurde So Many Roads (1965–1995) gut bewertet. Von All Music Guide erhielt das Album viereinhalb und sowohl von The Music Box als auch vom Rolling Stone vier von fünf Sternen.

### Auszeichnungen für Musikverkäufe
| Land/Region               | Auszeichnungen für Musikverkäufe (Land/Region, Auszeichnung, Verkäufe) | Verkäufe |
| ------------------------- | ---------------------------------------------------------------------- | -------- |
| Vereinigte Staaten (RIAA) | Gold                                                                   | 100.000  |
| Insgesamt                 | 1× Gold ·                                                              | 100.000  |